# Mako Safarova-Abashidze
Mako Safarova-Abashidze, född 1860, död 1940, var en georgisk skådespelare. 
År 1879 återinvigdes Tbilisi-teatern (senare Rustaveli Theater) av ett teatersällskap bestående av bland andra Ilia Chavchavadze, och återinvigde därmed den georgiska teaterkonsten, sedan Giorgi Eristavis tillfälliga teater 1851-56. Den blev 1880 Georgiens nationalscen. 
Hon spelade både dramatiska och komiska roller, och hon deltog också i operetter). Safarova översatte ryska och franska pjäser till georgiska.